# Eliza Pineda
Eliza Pineda (Ángeles, Pampanga, 23 de agosto de 1995) es una actriz, cantante y modelo filipina, ella ha firmado un contrato con un programa de televisión, llamado "Star Magic" o "Estrella Mágica", de la red ABS-CBN. Es hija de Precy y Eloy Pineda, es la más joven de sus tres hermanos, una de sus hermanas es la actriz Charee Pineda. 
Como actriz ha participado en varias teleseries, incluyendo algunos programas de la red ABS-CBN como "Mga Anghel na Walang Langit" y "María Flordeluna". Su proyecto más reciente fue en "Kung Fu Kids", también producida y difundida por la red ABS-CBN en 2008.

## Filmografía

### Televisión
| Año  | Título                                           | Personaje                               | Canal   |
| 2014 | Maalaala Mo Kaya: Dos Por Dos                    | Janine                                  | ABS-CBN |
| 2013 | Maalaala Mo Kaya: Rosaryo                        | Reina Manlangit                         | ABS-CBN |
| 2013 | Maalaala Mo Kaya: Gown                           | Maribel                                 | ABS-CBN |
| 2012 | Wansapanataym: Yaya Yaya Puto Maya               | Teen Olivia                             | ABS-CBN |
| 2012 | Angelito: Ang Bagong Yugto                       | Rowena Dimaano                          | ABS-CBN |
| 2012 | Maalaala Mo Kaya: Motorsiklo                     | Xandra                                  | ABS-CBN |
| 2011 | Pidol's Wonderland                               |                                         | TV5     |
| 2011 | Angelito: Batang Ama                             | Rowena Dimaano                          | ABS-CBN |
| 2011 | Wansapanataym: Flores De Mayumi                  | Mean Girl                               | ABS-CBN |
| 2010 | Maalaala Mo Kaya: Bracelet                       | Carla Francisco                         | ABS-CBN |
| 2010 | Maalaala Mo Kaya: Bahay                          | Maricel                                 | ABS-CBN |
| 2009 | Tayong Dalawa                                    | Ingrid Martinez-Garcia                  | ABS-CBN |
| 2009 | Maalaala Mo Kaya: Relo                           | Leslie                                  | ABS-CBN |
| 2008 | Maalaala Mo Kaya: Popcorn                        | Kat Kat                                 | ABS-CBN |
| 2008 | Kung Fu Kids                                     | Saranelle "Sarah" Magalang / Kid Simple | ABS-CBN |
| 2007 | Sineserye Presents: Patayin Sa Sindak Si Barbara | Young Barbara                           | ABS-CBN |
| 2007 | Maria Flordeluna                                 | Maria Flordeluna "Flor" Alicante        | ABS-CBN |
| 2007 | Your Song Presents: Ikaw Lamang                  |                                         | ABS-CBN |
| 2006 | Calla Lily                                       | Lily                                    | ABS-CBN |
| 2006 | Komiks Presents: Bampy                           | Bampy                                   | ABS-CBN |
| 2005 | Goin' Bulilit                                    | Herself                                 | ABS-CBN |
| 2004 | Sarah: The Teen Princess                         | Belle                                   | ABS-CBN |
| 2003 | Wansapanataym: Ting 'n Tess                      | Bamba                                   | ABS-CBN |
| 2002 | Bituin                                           | young Bernadette                        | ABS-CBN |

### Películas
| Año  | Título                                                            | Personaje             | Producido por                    |
| 2011 | Thelma                                                            | Hanna                 | Star Cinema                      |
| 2010 | I Do                                                              | Sharleen              | Star Cinema                      |
| 2007 | Enteng Kabisote 4: Okay Ka Fairy Ko...The Beginning of the Legend | Special Participation | MZet Productions, OctoArts Films |
| 2006 | D' Lucky Ones                                                     | Young Lucky Girl      | Star Cinema                      |
| 2003 | Till There Was You                                                | Pippa Robles          | Star Cinema                      |

## Otras participaciones
- Entertainment Live: Showbiz Royalties Exposed, guest.
- Wowowee: Rock Vocalists, performer.
- Wowowee: Casts of Goin' Bulilit, contestant in first round.